# Campbell Sports Center
Il Campbell Sports Center è un edificio che ospita una palestra, sale per conferenze e diverse aule studio. Progettato da Steven Holl e dal suo partner Chris McVoy, è situato nella zona nord di Manhattan, New York, all'incrocio tra la West 218th street e Broadway. L'edificio è stato pensato come nuova porta di accesso al Baker Athletics Complex, l'impianto multisportivo del campus della Columbia University.
È costituito da cinque livelli, il primo dei quali, seminterrato, ospita i garage e vari locali di servizio. Qui si trova il primo ingresso, collocato sul fronte che affaccia sulla West 218th street. Il secondo livello, dato il terreno in pendenza su cui è situato l'edificio, si trova alla quota del piano di campagna sul fronte nord-est (affacciato sui campi del complesso multisportivo), mentre è rialzato di oltre tre metri sul fronte opposto. Il secondo livello ospita l'ingresso dalla parte dei campi da gioco e il grande spazio centrale a doppia altezza che accoglie la palestra.
Al terzo livello si può accedere attraverso le scale di distribuzione interne o mediante l'utilizzo di una scala esterna addossata al fronte nord-est. Qui si trovano una serie di uffici e locali per conferenze, che si dispongono intorno al vuoto che si viene a creare al di sopra della palestra. Al quarto livello, sopra lo spazio destinato a palestra si trovano gli spogliatoi e altri locali di servizio, ai quali si aggiungono una serie di uffici e sale studio lungo il fronte sud-ovest. Qui si trova uno dei due ingressi all'auditorium, un volume apparentemente indipendente dell'edificio, date le sue forma e dimensione. Il secondo ingresso dell'auditorium si trova al quinto livello, che accoglie anche una grande sala studio, un magazzino e un ampio locale destinato all'accoglienza e all'organizzazione di eventi. A questo livello si può accedere da una seconda scala esterna autoportante che sale dai campi da gioco.
La struttura dell'edificio è costituita da travi e pilastri in acciaio con controventi che sono a tratti a vista, mentre in altri punti sono nascosti dalla muratura. Sono presenti lunghe vetrate che occupano l'intera altezza dei piani in cui si collocano; in alcuni punti le vetrate sono a doppia altezza.
La facciata principale, che affaccia a sud-ovest sulla West 218th street, è caratterizzata dalle scale di emergenza e di servizio (compresa quella che consente l'accesso alla copertura piana), mentre tutti i fronti sono segnati da fasce marcapiano e da un rivestimento costituito da grossi piastrelloni rettangolari.